# البطولات الأسترالية 1958 (كرة مضرب)
هنا قائمة بالبطولات الأسترالية لكرة المضرب, المعروفة الآن باسم أستراليا المفتوحة لسنة 1958:

## فردي رجال
أشلي كوبر هزم  مالكوم أندرسون 7-5 6-3 6-4

## فردي سيدات
أنجيلا مورتايمر باريت هزم  لوراين كوغلان 6-3, 6-4